# او-۶ (کریگسمارینه)
او-۶ (به آلمانی: U 6) یک او-بوت نوع ۲آ کریگس‌مارینه در رایش سوم بود.